# Фатехпур-Сикри
Фатехпу́р-Сикри́ (хинди फतेहपूर सिकरी, англ. Fatehpur Sikri, урду فتحپور سیکری‎) — город и муниципальный район в районе Агра штата Уттар-Прадеш в Индии. Являлся столицей Империи Великих Моголов во время правления Акбара I в 1571—1585 годах, затем потерял данный статус в связи с переездом правителя в Лахор. С 1986 года древний город Фатехпур-Сикри является объектом Всемирного наследия ЮНЕСКО.

## История

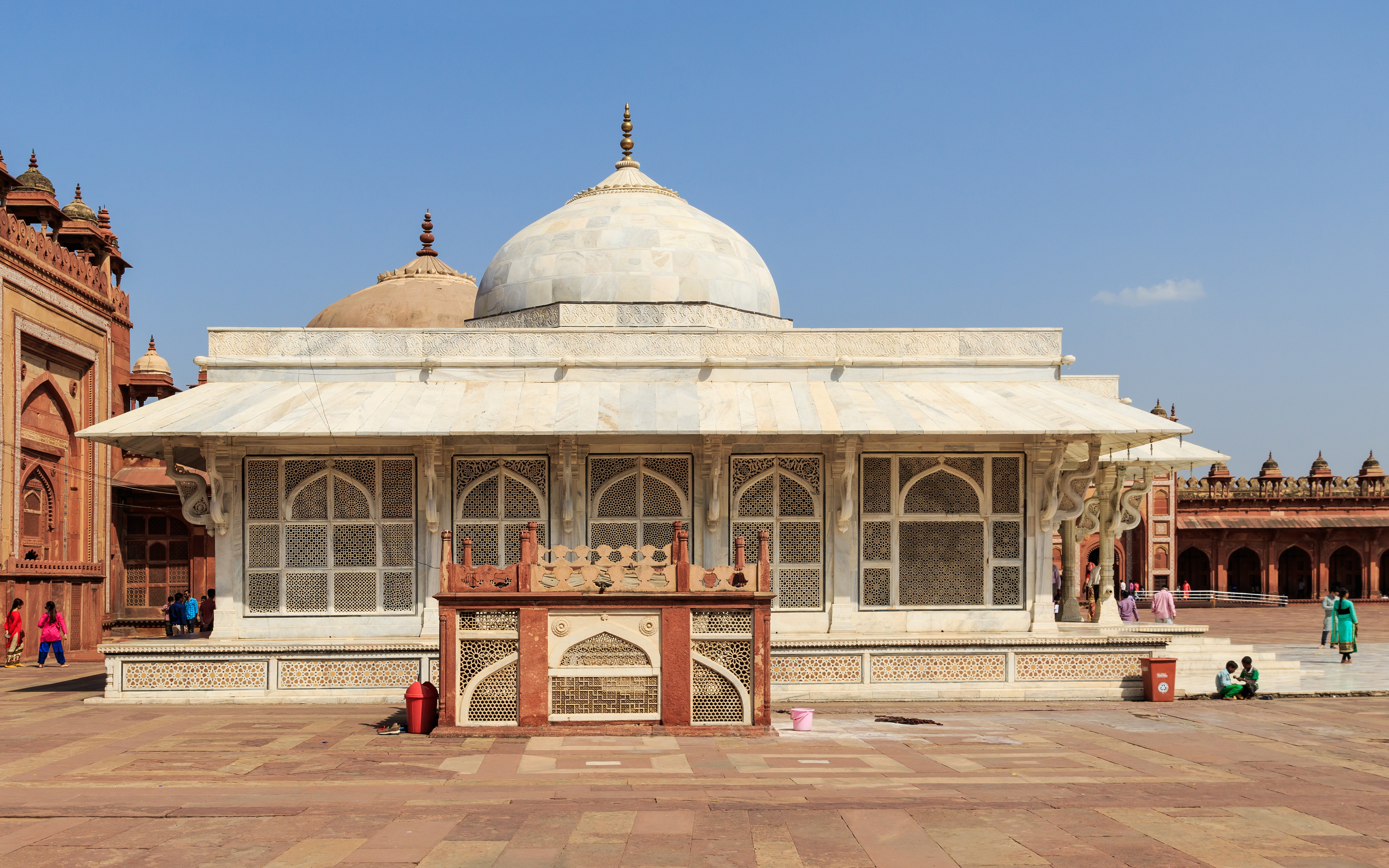
Мавзолей Салима Чишти

Своё название — Город победы — он получил после победы императора Моголов Бабура над Рамой Сану в битве у Кханвы (примерно 40 км от Агры). Затем император Акбар I сделал город своей столицей и построил здесь форт. Столицей город был всего 10 лет, а в 1586 году император был вынужден переселиться в Лахор, поближе к беспокойным северо-западным границам с Афганистаном. С отъездом правителя город опустел навсегда. У Акбара не было детей, но после благословения суфия Салима Чишти у него родился сын, названный Салимом в его честь и ставший впоследствии наследником трона под именем Джахангир. В память о Салиме Чишти в 1571 году Акбар построил мавзолей Салим-Чишти-Ка-Мазар. Вначале он был построен из красного песчаника, но в дальнейшем был перестроен в мраморе.
Фатехпур-Сикри делил свои столичные функции с Агрой, в Красном форте которой располагались часть складов оружия, сокровищницы и другие резервы. Во время кризиса руководство, гарем и сокровищница могли быть перемещены в Агру менее чем за сутки.

## Население
Согласно переписи населения 2001 года в Индии население Фатехпур-Сикри 28 754 человека. Мужчины составляют 53 % населения, женщины — 47 %. Уровень грамотности 46 %, что меньше, чем средний национальный уровень (59,5 %). Уровень грамотности мужского населения — 57 %, женского — 34 %. Дети в возрасте до 6 лет составляют 19 % населения Фатехпур-Сикри.

## Важные строения
Постройки Фатехпур-Сикри — результат синтеза различных архитектурных школ, таких, как раджпутская и могольская. Это связано с тем, что для их строительства привлекались архитекторы из различных регионов Индии. Элементы архитектуры индуизма и джайнизма тесно переплетаются с исламскими. Преобладающим материалом для строительства был красный песчаник.
Среди наиболее известных зданий города:
- Наубат-Хана — барабанный дом недалеко от входа в город, в котором объявляли о прибытии важных персон.
- Диван-и-Ам — зал для встречи правителя с общественностью, тип строения часто встречается в других могольских городах.
- Диван-и-Хас — зал для личных встреч, известен своей центральной колонной с 36 кронштейнами, поддерживающими круглую платформу, на которой сидел правитель.
- Дом Раджи Бирбала — дом приближенных к Акбару министров-индуистов.
- Дворец Мариям-аз-Замани — дворец построен в начале XVII века под влиянием гуджаратской архитектуры.
- Панч-Махал — пятиэтажное дворцовое строение.
- Буланд-Дарваза — одни из ворот в Джама-Масджид.
- Джама-Масджид — мечеть, построенная в манере индийских мечетей.
- Мавзолей Салима Чишти.

## Галерея

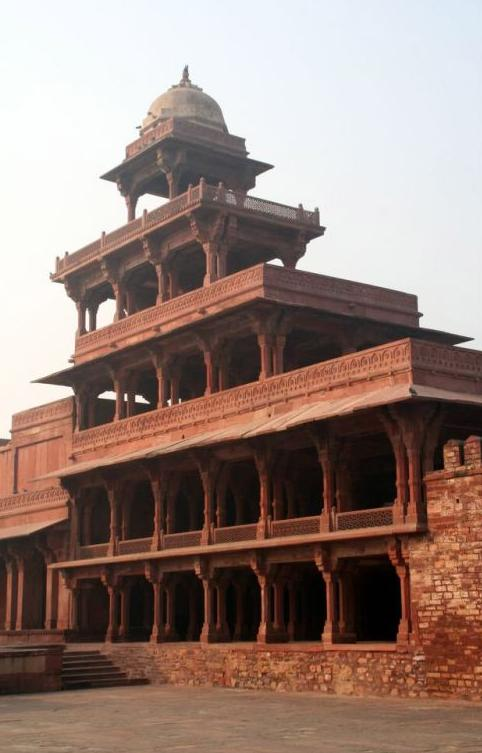
Пятиэтажный Панч-Махал
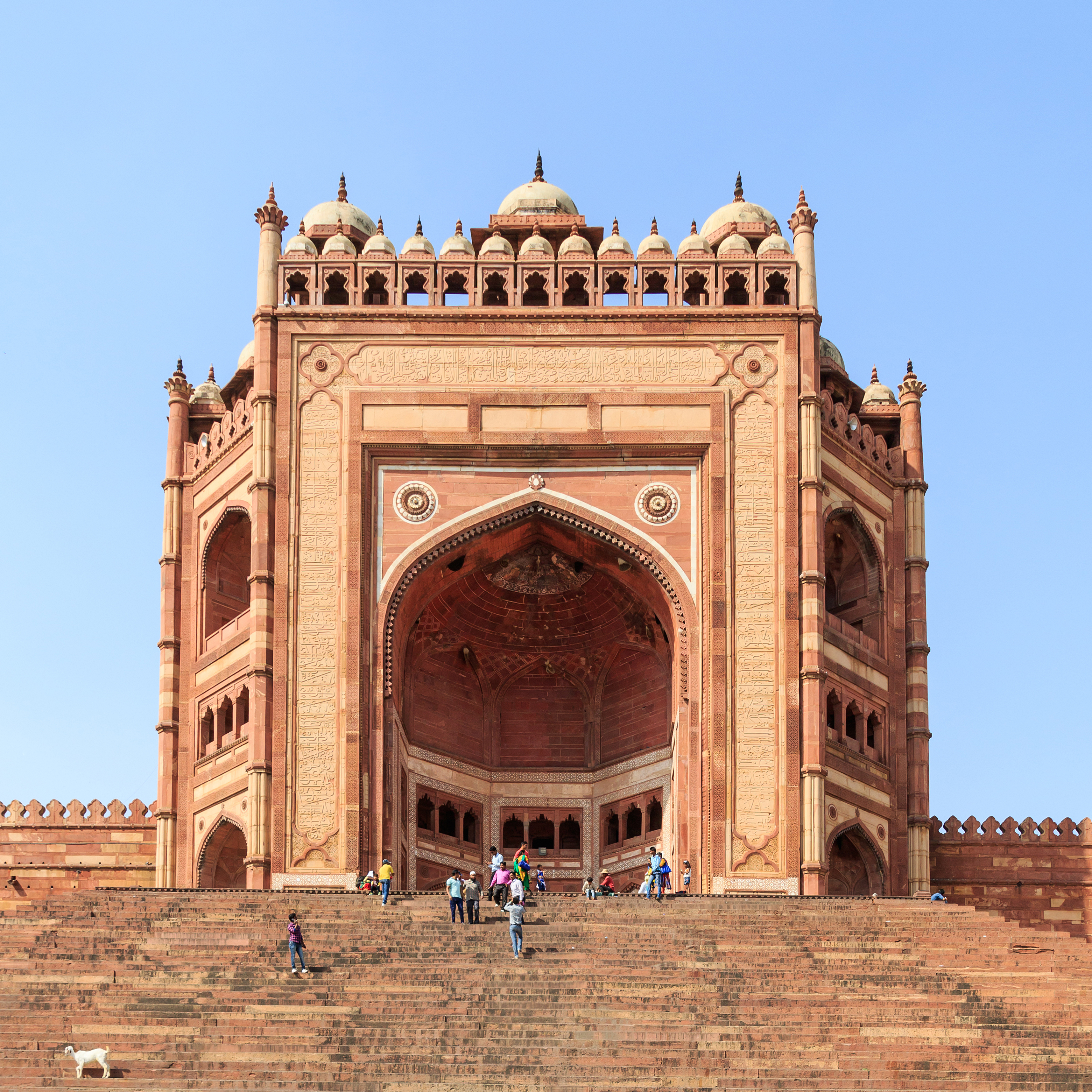
Буланд-Дарваза
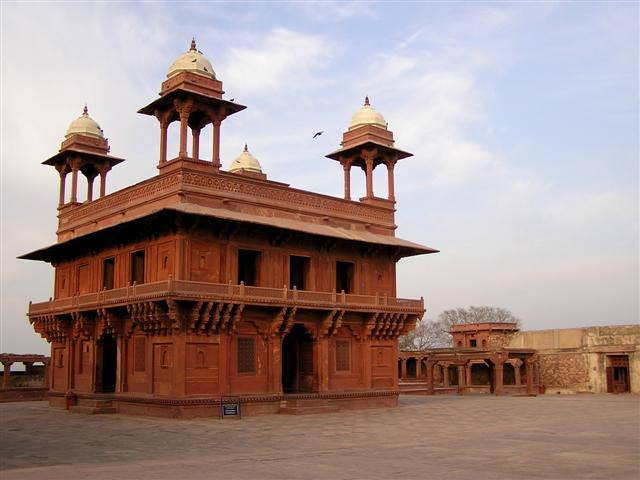
Диван-и-Хас с четырьмя чатри на крыше (ок. 1580 год)